# Lola Montez, die Tänzerin des Königs
Lola Montez, die Tänzerin des Königs (Alternativtitel: Die Geschichte einer Abenteuerin) ist ein deutscher Historien-Stummfilm aus dem Jahre 1922 von Willi Wolff mit seiner Ehefrau Ellen Richter in der Titelrolle.

## Handlung
Die Handlung gibt, mit einigen historisch ungenauen Ausschmückungen, in bilderbogenhafter Gestaltung die Vita der berühmten irischen Tänzerin wieder und erzählt von ihrem kometenhaften Aufstieg bis zu ihrem tiefen Fall und dem Ende in bitterer Armut.
Lola Montez ist in dieser Geschichte zu Beginn eine junge Zigeunerin, der einst von einer alten Zigeunerin geweissagt wurde, dass sie einen König heiraten werde. Um an ihr Ziel zu geraten, hilft sie anfänglich bei einem Mordanschlag mit Gift auf den spanischen Thronprätendenten etwas nach, doch der Tötungsversuch schlägt fehl. Sie wird verhaftet und des Mordversuchs angeklagt. Lola kann den Gouverneur von Barcelona von ihrer Unschuld überzeugen und wird daraufhin wieder freigelassen. An dessen Seite, die zugleich Schutz für sie bedeutet, verlässt Lola das Land und reist mit ihm nach Venedig. Dort lernt die Abenteurerin einen Studenten aus München kennen, in den sie sich sofort verliebt. Der Gouverneur befiehlt ihr jedoch, von ihm zu lassen und schickt sie nach Paris, um die Irin dort zur Tänzerin ausbilden zu lassen. Hier lernt Lola Montez Louis Napoleon kennen, den (als Napoleon III.) zukünftigen Herrscher Frankreichs. Als eine Liaison ruchbar wird, kommt es zum Skandal, und Lola flieht erneut.
Diesmal strandet sie 1846 in München, in der Hoffnung, ihrer Studentenliebe aus Venedig wieder zu begegnen. Stattdessen ergattert sie ein Engagement am königlichen Hof- und Nationaltheater und lernt auf diese Weise König Ludwig I. von Bayern kennen. Der Monarch findet rasch Gefallen an der rassigen Dunkelhaarigen und bietet ihr an, sich um sie zu kümmern, wenn sie seine Geliebte wird. Beide leben ihre gemeinsame Zeit als eine rauschhafte Affäre. Doch eines Tages begehrt das Volk gegen seinen König, der das Geld zum Wohle der tanzenden Mätresse aus dem Fenster wirft, auf. Als im Frühjahr 1848 eine politische Revolte im Lande droht, muss Lola Montez weiterziehen. Schließlich führt ihr Lebensweg schnurstracks abwärts, und Lola landet schließlich völlig verarmt in New York, wo sie nicht einmal 40-jährig stirbt.

## Produktionsnotizen
Lola Montez, die Tänzerin des Königs wurde aufwendig in Venedig und Spanien (Außenaufnahmen) sowie in Deutschland (Studioaufnahmen) gedreht, passierte die Filmzensur am 15. Dezember 1922 und wurde am 28. Dezember 1922 uraufgeführt. In Österreich konnte man die Filmbiografie ab dem 7. September 1923 sehen.
Die Filmbauten entwarf Stefan Lhotka.

## Kritik
Paimann’s Filmlisten resümierte: „Das Sujet ist durchgehends interessant gehalten, die Regie flott und ohne die bei Kostümfilmen ansonst häufigen Längen. Die Darstellung ist sehr gut, die Aufmachung nicht durchgehends auf der Höhe, demgegenüber wieder die Außenaufnahmen in Spanien und Venedig volle Anerkennung verdienen. Die Photographie ist sehr gut.“